# Прапор Степанівки
Пра́пор Степа́нівки — офіційний символ села Степанівка Ємільчинського району Житомирської області, затверджений 16 травня 2013 р. рішенням № 158 XVI сесії Степанівської сільської ради VI скликання.

## Опис
На квадратному зеленому полотнищі з верхнього краю до середини нижнього краю відходить жовтий клин, на якому синя квітка льону, оповита зеленими насінними коробочками льону.
Автори — Григорій Петрович Єрмоленко, Михайло Олексійович Лугин, Ольга Миколаївна Лугина, Любов Іванівна Яценко.